# Windhausen
Windhausen este o comună din landul Saxonia Inferioară, Germania.